# Sultanato di Berar

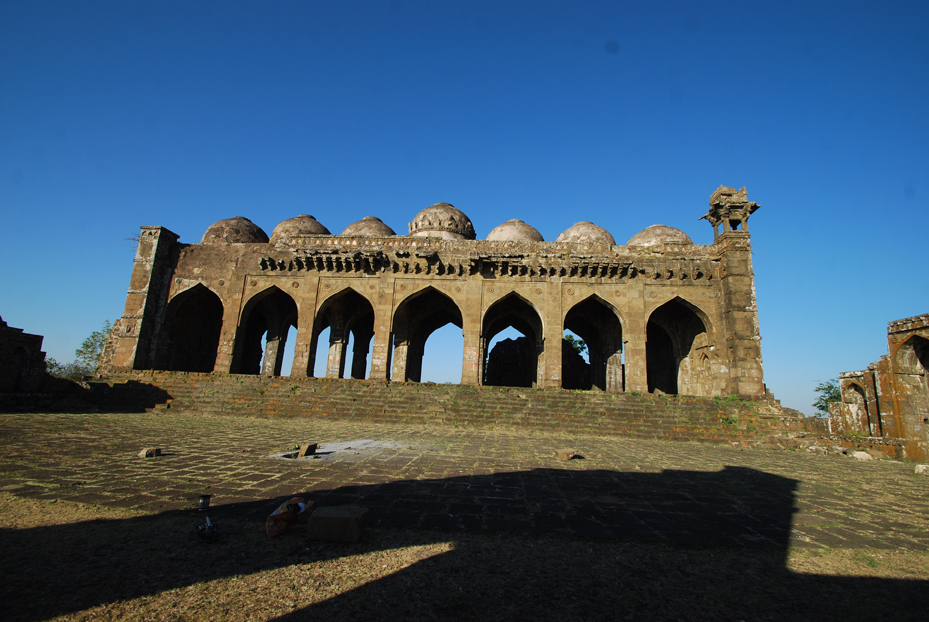
Forte di Gavilgad, edificato da Fatḥullāh ʿImād al-Mulk di Berār (1490 – 1504)

Il Sultanato di Berār (in urdu سلطنت برار‎?, Salṭanat Birār) fu uno dei Sultanati del Deccan. Fu fondato nel 1490 a seguito della caduta del Sultanato di Bahman.

## Storia
Alla caduta dei Chalukya nel XII secolo, Berār cadde sotto il potere dei Yadava di Devagiri (odierna Dawlatābād), e rimase sotto il loro dominio fino alle invasioni islamiche alla fine del XIII secolo.
Al momento della creazione del Sultanato di Bahman in Deccan (1348), Berār divenne una delle cinque province in cui quel Sultanato era diviso, governato dall'aristocrazia e con un suo proprio esercito. I pericoli insiti in tale sistema divennero evidenti quando la provincia fu divisa (1478 o 1479) in due separate province di minori dimensioni, chiamate col nome delle loro capitali: Gawil e Mahur (Maharashtra). La dinastia di Bahman era tuttavia ormai vacillante e prossima al suo crollo.

## Creazione del Sultanato di Berar
Durante la disintegrazione del Sultanato di Bahman, nel 1490 Fatḥullāh ʿImād al-Mulk, governatore di Gawil, che aveva governato in precedenza tutta Berar, proclamò la propria indipendenza e fondò la Dinastia degli ʿImād Shāhī del Sultanato di Berar. Procedette quindi all'annessione di Mahur, con capitale Ellichpur. ʿImād al-Mulk era nato da una donna hindu parlante Kannada, catturata da bambina in una delle spedizioni contro l'Impero Vijayanagara e allevata come musulmana. Gavilgad e Narnala furono del pari fortificate da lui.
Morì nel 1504 e il suo successore ʿAlāʾ al-Dīn resistette all'aggressione di Ahmednagar con l'aiuto di Bahādur Shāh, sultano del Gujarat. Il successivo governante, Darya, provò ad allearsi con Bijapur per prevenire l'attacco di Ahmednagar, ma senza successo. Nel 1568, quando Burhān ʿImād Shāh fu deposto dal suo ministro Ṭufayl Khān, e assunse il potere sultanale. Ciò fornì il pretesto per un intervento a Murtaḍā Niẓām Shāh di Ahmednagar, che invase Berar, imprigionò e mise a morte Ṭufayl Khān, suo figlio Shams al-Mulk e il vecchio sovrano Burhān, annettendo poi Berar con tutti i suoi domini al Sultanato di Ahmednagar.

## Sultani di Berar
I sultani di Berār appartennero alla dinastia degli ʿImād Shāhī:
1. Fatḥullāh ʿImād al-Mulk  1490 – 1504
2. ʿAlāʾ al-Dīn ʿImād Shāh  1504 – 1529
3. Darya ʿImād Shāh  1529 – 1562 Sviluppò la città di Daryapur sulle rive del fiume Chandrabhaga, oggi consiglio municipale del Distretto di Amravati
4. Burhān ʿImād Shāh  1562 – 1568[2]
5. Ṭufayl Khān (usurpatore) 1568 – 1572[3]